# قاعدة القوات الجوية الملكية الحبانية

خريطة العراق خلال الحرب العالمية الثانية

محطة القوات الجوية الملكية الحبانية والمعروفة أكثر باسم القوات الجوية الحبانية، (في الأصل RAF Dhibban)، كانت محطة للقوات الجوية الملكية في الحبانية، على بعد 55 ميل (89 كـم) غرب بغداد - العراق، على ضفاف الفرات بالقرب من بحيرة الحبانية. كانت تعمل من أكتوبر 1936 حتى 31 مايو 1959 عندما تم سحب البريطانيين أخيرًا بعد ثورة يوليو 1958. كان مسرحًا لقتال عنيف في مايو 1941 عندما حاصره الجيش العراقي بعد الانقلاب العراقي عام 1941.
وهي حاليا قاعدة جوية عسكرية عراقية كبرى.

## التاريخ
تم إنشاء المحطة في الأصل باسم RAF Dhibban، وتم تشييدها على الضفة الغربية لنهر الفرات وافتتحت في 19 أكتوبر 1936. كانت قاعدة القوات الجوية الملكية البريطانية (RAF) التي بنيت «غرب الفرات» وفقا للمادة 5 من المعاهدة الأنجلو عراقية لعام 1930. كانت تقع على الضفة الغربية لنهر الفرات بين الرمادي والفلوجة، وكانت قاعدة عسكرية وجوية رئيسية للإمبراطورية البريطانية بأكملها. وانتقلت الأسراب والوحدات والمقرات والمستشفى تدريجيًا من القوات الجوية الملكية في بغداد، والتي أخلتها القوات البريطانية ثم أعاد العراقيون تسميتها «مطار الرشيد». تم تغيير اسمها إلى القوات المسلحة الملكية الحبانية في 1 مايو 1938.
كانت القوات الجوية الملكية الحبانية واسعة النطاق، بالإضافة إلى المطار، بما في ذلك المقر الجوي لقيادة سلاح الجو الملكي العراقي، ومرافق الاتصالات، ووحدات الصيانة، ومستودع الطائرات، ومستشفى القوات الجوية الملكية، وثكنات سلاح الجو الملكي العراقي، ومستودعات شركة السيارات المدرعة التابعة للقوات الجوية العراقية، وكذلك الوقود ومخازن القنابل.